# Lavernay
Lavernay és un municipi francès situat al departament del Doubs i a la regió de Borgonya - Franc Comtat. L'any 2007 tenia 564 habitants.

## Demografia

### Població
El 2007 la població de fet de Lavernay era de 564 persones. Hi havia 198 famílies de les quals 35 eren unipersonals (16 homes vivint sols i 19 dones vivint soles), 66 parelles sense fills i 97 parelles amb fills.
La població ha evolucionat segons el següent gràfic:
Habitants censats

### Habitatges
El 2007 hi havia 217 habitatges, 204 eren l'habitatge principal de la família, 3 eren segones residències i 10 estaven desocupats. 168 eren cases i 49 eren apartaments. Dels 204 habitatges principals, 149 estaven ocupats pels seus propietaris, 52 estaven llogats i ocupats pels llogaters i 3 estaven cedits a títol gratuït; 1 tenia una cambra, 7 en tenien dues, 22 en tenien tres, 49 en tenien quatre i 125 en tenien cinc o més. 189 habitatges disposaven pel capbaix d'una plaça de pàrquing. A 72 habitatges hi havia un automòbil i a 123 n'hi havia dos o més.

### Piràmide de població
La piràmide de població per edats i sexe el 2009 era:
| Homes | Edats   | Dones |
| ----- | ------- | ----- |
| 4     | 95 o +  | 0     |
| 0     | 90 a 94 | 0     |
| 0     | 85 a 89 | 4     |
| 0     | 80 a 84 | 0     |
| 8     | 75 a 79 | 4     |
| 0     | 70 a 74 | 12    |
| 0     | 65 a 69 | 0     |
| 8     | 60 a 64 | 4     |
| 20    | 55 a 59 | 4     |
| 8     | 50 a 54 | 16    |
| 36    | 45 a 49 | 16    |
| 8     | 40 a 44 | 28    |
| 28    | 35 a 39 | 28    |
| 8     | 30 a 34 | 12    |
| 4     | 25 a 29 | 4     |
| 16    | 20 a 24 | 12    |
| 12    | 15 a 19 | 20    |
| 20    | 10 a 14 | 28    |
| 20    | 5 a 9   | 28    |
| 12    | 0 a 4   | 16    |

## Economia
El 2007 la població en edat de treballar era de 372 persones, 299 eren actives i 73 eren inactives. De les 299 persones actives 274 estaven ocupades (149 homes i 125 dones) i 26 estaven aturades (11 homes i 15 dones). De les 73 persones inactives 25 estaven jubilades, 26 estaven estudiant i 22 estaven classificades com a «altres inactius».

### Ingressos
El 2009 a Lavernay hi havia 212 unitats fiscals que integraven 592,5 persones, la mediana anual d'ingressos fiscals per persona era de 19.803 €.

### Activitats econòmiques
Dels 13 establiments que hi havia el 2007, 2 eren d'empreses alimentàries, 4 d'empreses de construcció, 1 d'una empresa de comerç i reparació d'automòbils, 2 d'empreses d'hostatgeria i restauració, 1 d'una empresa d'informació i comunicació i 3 d'empreses de serveis.
Dels 5 establiments de servei als particulars que hi havia el 2009, 1 era un taller de reparació d'automòbils i de material agrícola, 1 paleta, 1 fusteria, 1 lampisteria i 1 electricista.
L'any 2000 a Lavernay hi havia 5 explotacions agrícoles.

## Equipaments sanitaris i escolars
El 2009 hi havia una escola elemental integrada dins d'un grup escolar amb les comunes properes formant una escola dispersa.

## Poblacions més properes
El següent diagrama mostra les poblacions més properes.